# Gundelinde
Gundelinde ist ein weiblicher Vorname.

## Herkunft und Bedeutung
Der Name Gundelinde stammt von den beiden althochdeutschen Wörtern gund („Kampf“) und linta („Lindenholzschild“) ab.

## Variationen
- Guntelinde

## Bekannte Namensträgerinnen
- Gundelinde von Niedermünster († um 750), Äbtissin des Klosters Niedermünster im Elsass
- Gundelinde (1891–1983), Tochter von Ludwig III. (Bayern)